# العلاقات التونسية الكورية الشمالية
العلاقات التونسية الكورية الشمالية هي العلاقات الثنائية التي تجمع بين تونس وكوريا الشمالية.

## مقارنة بين البلدين
هذه مقارنة عامة ومرجعية للدولتين:
| وجه المقارنة                                              | تونس                                       | كوريا الشمالية                        |
| --------------------------------------------------------- | ------------------------------------------ | ------------------------------------- |
| المساحة (كم2)                                             | 163.61 ألف                                 | 120.54 ألف                            |
| عدد السكان (نسمة)                                         | 11.53 مليون                                | 25.49 مليون                           |
| الكثافة السكانية (ن./كم²)                                 | 70.47                                      | 211.47                                |
| العاصمة                                                   | تونس                                       | بيونغيانغ                             |
| اللغة الرسمية                                             | اللغة العربية                              | لغة كوريا الشمالية القياسية ‏          |
| العملة                                                    | دينار تونسي                                | وون كوري شمالي                        |
| الناتج المحلي الإجمالي (بليون دولار)                      | 40.26 مليار                                |                                       |
| الناتج المحلي الإجمالي (تعادل القوة الشرائية) بليون دولار | 129.05 مليار                               |                                       |
| الناتج المحلي الإجمالي الاسمي للفرد دولار أمريكي          | 3.87 ألف                                   |                                       |
| الناتج المحلي الإجمالي للفرد دولار أمريكي                 | 11.44 ألف                                  |                                       |
| مؤشر التنمية البشرية                                      | 0.721                                      |                                       |
| رمز المكالمات الدولي                                      | +216                                       | +850                                  |
| رمز الإنترنت                                              | .tn                                        | .kp                                   |
| المنطقة الزمنية                                           | ت ع م+01:00، توقيت وسط أوروبا، ت ع م+02:00 | ت ع م+08:30، ت ع م+08:30، ت ع م+09:00 |

## منظمات دولية مشتركة
يشترك البلدان في عضوية مجموعة من المنظمات الدولية، منها:
| علم المنظمة | اسم المنظمة                      | تاريخ انضمام تونس | تاريخ انضمام كوريا الشمالية |
| ----------- | -------------------------------- | ----------------- | --------------------------- |
|             | المنظمة العالمية للملكية الفكرية | ?                 |                             |
|             | يونسكو                           | 8 نوفمبر 1956     | 18 أكتوبر 1974              |
|             | منظمة السياحة العالمية           | 1975              | ?                           |
|             | الاتحاد البريدي العالمي          | ?                 | ?                           |
|             | الاتحاد الدولي للاتصالات         | 14 ديسمبر 1956    | ?                           |
|             | الأمم المتحدة                    | 12 نوفمبر 1956    | 17 سبتمبر 1991              |
|             | المنظمة البحرية الدولية          | 1963              | ?                           |
|             | المنظمة الهيدروغرافية الدولية    | ?                 | ?                           |
|             | منظمة الطيران المدني الدولي      | ?                 | ?                           |

## وصلات خارجية
- موقع وزارة الخارجية التونسية
- موقع وزارة الخارجية الكورية الشمالية